# Куряча змія
Куряча змія (Spilotes pullatus) — єдиний представник роду неотруйних змій Курячі змії. Інші назви «куркоїд», «жовта щуряча змія». Має 5 підвидів.

## Опис
Загальна довжина сягає 2—2,7 м. Довга, тонка змія з великою, кілеватою лускою. Тулуб стиснутий з боків, голова добре відмежована від тулуба. Очі великі, опуклі. Надзвичайно ефектно забарвлена, вважається однією з найкрасивіших південноамериканських змій. По чорно-синьому основному тлу проходять яскраво-жовті косі поперечні смуги.

## Спосіб життя
Полюбляє вологі ліси, чагарники, болота, мангрові зарості. Часто зустрічається поблизу водойм, охоче плаває й добре лазить по деревах. Активна вдень. Харчується земноводними, дрібними ссавцями і птахами.
Досить агресивна змія.
Це яйцекладна змія. Самиця відкладає 15—25 яєць.

## Розповсюдження
Мешкає від південної Мексики до північної Аргентини.

## Підвиди
- Spilotes pullatus anomalepis
- Spilotes pullatus argusiformis
- Spilotes pullatus maculatus
- Spilotes pullatus mexicanus
- Spilotes pullatus pullatus